# Giardino botanico alpino di Pietra Corva
Il giardino botanico alpino di Pietra Corva è un orto botanico che si trova nel territorio dei comuni italiani di Romagnese e Alta Val Tidone, nell'Appennino ligure, nei pressi dell'omonimo monte da cui prende il nome, sullo spartiacque tra la val Tidone e la val Tidoncello, a circa 950 m s.l.m. di altitudine.
Il giardino botanico alpino di Pietra Corva, gestito dalla provincia di Pavia tramite una convenzione con il comune di Romagnese e la comunità montana Oltrepò Pavese, è membro, insieme ad altri orti botanici italiani, francesi e svizzeri, dell'Associazione internazionale giardini botanici alpini, associazione che ha per scopo lo studio, la difesa e la conservazione della flora alpina di ogni continente.

## Storia
L'orto botanico venne concepito e realizzato a partire dagli anni '60 del XX secolo per iniziativa del veterinario e naturalista Antonio Ridella, con lo scopo di «conservare ed adattare piante d'alta quota provenienti da sistemi montuosi di tutto il mondo». Durante questi anni, Ridella, affiancato dal giardiniere Cesare Soffritti, il quale si occupava anche della realizzazione da un punto di vista operativo degli allestimenti, compì diversi viaggi sulle principali catene montuose europee, raccogliendo vari esemplari di piante e fiori spontanei da inserire nel giardino. Il giardino venne, quindi, aperto al pubblico nel 1967.
Negli anni successivi all'apertura, il progetto di Ridella vide il coinvolgimento di diversi botanofili, i quali contribuirono al potenziamento della struttura.
Ridella rimase alla guida della struttura fino alla sua morte, avvenuta nel 1984; suo successore fu Adriano Bernini. Nonostante la morte di Ridella, lo sviluppo del parco continuò con il graduale ampliarsi delle collezioni, la realizzazione di nuove aiuolee e la predisposizione del catalogo dei semi che permise un più facile scambio dei sementi con altri orti botanici localizzati in tutti i continenti.
Nel 2001 venne aperto al pubblico il complesso del centro-visita, comprendente un piccolo museo naturalistico concepito per facilitare il conoscimento dell'ambiente del giardino da parte dei visitatori. Nel 2002 il parco fu tra i membri fondatori della Rete degli Orti botanici della Lombardia.
A partire dal 2004 il giardino botanico ospita il Centro Studi dell'Appennino Settentrionale, ente deputato alla ricerca, all'educazione e all'informazione riguardo l'ecosistema tipico della catena montuosa appenninica, nonché la salvaguardia e il ripristino di aree caratterizzate da una spiccata vocazione naturalistica. Nel 2009, in occasione della trasformazione in associazione della Rete degli Orti botanici della Lombardia, il giardino decise di non aderire al nuovo circuito, uscendo così dal network.
Nel 2014 la provincia di Pavia avviò l'iter per la costituzione di un sito SIC situato nei pressi della Pietra Corva e che includesse al suo interno anche la parte di giardino botanico ricadente nel comune di Romagnese. La candidatura venne, poi, validata dalla regione Lombardia e dal ministero dell'ambiente e, infine, accettata da parte dell'Unione europea nei primi mesi del 2019.
Dopo un periodo di chiusura per una serie di lavori di restauro, iniziato nel 2022, il sito è stato riaperto al pubblico nel maggio 2023.

## Descrizione
Il Giardino è diviso in settori ciascuno dei quali identificato da una lettera. Il settore A, situato in una zona posta prevalentemente in ombra, contiene piante caratterizzate da una fioritura particolarmente precoce, usualmente in periodi in cui il manto nevoso non è ancora completamente disciolto. Tra le specie presenti in questo settore ci sono crochi, bucaneve, campanellini, scille, anemoni, ranuncoli e sassifraghe. Nelle vicinanze di questo settore si trova un tratto di bosco, in parte coperto da faggeta, in parte misto dove sono presenti faggi, aceri, carpini castagni, sorbi, peri, ciliegi, noccioli, biancospini, larici e pini.
Il settore B è caratterizzato dalla presenza di uno stagno al cui interno sono presenti la ninfea bianca, il trifoglione d’acqua, il ranuncolo delle canne e la sagittaria, mentre ai suoi bordi si trovano alte erbe come felci, iris e tife, nonché alcune orhidee palustri come la orchidea incarnata e l'elleborina palustre.
Il settore C contiene al suo interno una selezione di essenze provenienti delle Alpi Marittime, delle Dolomiti, dal massiccio del Gran Sasso e delle Alpi Apuane, tra le quali la Gentiana ligustica e il semprevivio di Allioni provenienti dalle Alpi Marittime, l'aquilegia di Einsele e la  Gentiana clusii provenienti dalle Dolomiti, la stella alpina dell'Appennino e la Gentiana dinarica provenienti dal Gran Sasso e l'erba perla rupestre e la Potentilla apennina provenienti dalle Alpi Apuane.
Il settore F trova al suo interno un piccolo corso d'acqua che nasce nei pressi di uno stagno artificiale e alimenta due torbiere dove sono presenti diverse specie tipiche di questi ambienti tra cui  Hydrocotyle vulgaris , Parnassia palustris , Tofieldia calyculata e la viola palustre. In questo settore è presente anche la Sarracenia purpurea, una pianta carnivora di origine americana che, pur non essendo autoctona delle torbiere situate in Italia, si trova a suo agio in queste condizioni ambientali. All'interno del settore è presente anche la Meleagride minore, detta anche fritillaria montana, che cresce spontaneamente in due piccole aree e che è stata elevata a simbolo dell'intero giardino.
Il settore G, ospita, così come il settore B, uno stagno, all'interno del quale è presente la ninfea gialla. Altre essenze che si trovano nel settore sono diverse sassifraghe e specie endemiche delle Alpi meridionali come la colombina gialla e la Dafne minore. Vicino al settore G si trovano i settori H e I che ospitano, rispettivamente specie come il ciclamino delle alpi e la betulla nana per l'H e diverse Liliaceae per l'I.
Il settore L ospita piante provenienti dai Pirenei come il narciso ciclamino, dalle Ande come l'araucaria araucana e dal Nord America. Infine, i settori O e P, localizzati nell'estremità più elevata del giardino, presentano affioramenti di roccia e ghiaioni nei quali sono riprodotte le condizioni dell'orizzonte alpino, con essenze come la soldanella alpina, la bonarota comune e l'astro alpino. In una porzione del settore O è presente, sfruttando la presenza di rocce ofiolitiche, una selezione di piante tipiche degli affioramenti ofiolitici che caratterizzano diversi rilievi posti nelle vicinanze del parco, tra cui la linajola dei serpentini e la costolina appenninica.